# Бгім Сінґх (магараджа Марвару)
Бгім Сінґх (гінді भीम सिंह; д/н — 19 жовтня 1803) — магараджа Марвару в 1793—1803 роках.

## Життєпис
Походив з династії Ратхор. Онук магараджи Віджай Сінґха, син Бгом Сінґха і Інвар Канвар. 1792 року почувши, що спадкоємцем трону визначено його стриєчного брата Ман Сінґха, повстав, завдавши зрештою поразки військам діда, зайняв фортецю Мехрангарнх, фактично відсторонивши Віджай Сінґха від влади. Після смерті останнього 17 липня 1793 року оголосив себе новим магараджею.
Протягом перших років вимушен був боротися проти своїх стрийків та стриєчних братів, що не змирилися з таким станом речей. Для зміцнення свого становища 1799 року уклав союз з Бгім Сінґхом Сесодія, магаранею Мевару, який було закріплено домовленостю про шлюб з донькою останнього — Крішною Кумарі. Також володар Марвару намагався зберегти союз з Пратап Сінґхом Качваха, магараджею Джайпуру. Тим самим планувалося об'єднання провідних держав Раджастану у протистоянні зі Скіндіями та Холкарами. чому сприяла запекла боротьба між останніми з 1800 року. Також уклав союз з Британською Ост-Індською компанією.
1803 року Бгім Сінґх виступив проти Ман Сінґха, що повстав у фортеці Джалор. Коли останній вже готовий був здатися, магараджа раптово помер. Як наслідок трон перейшов до Ман Сінґха.